# Нови-Винодолски
Нови-Винодолски (хорв. Novi Vinodolski) — город в Хорватии, на Адриатическом побережье, в Приморско-Горанской жупании. Курорт. Население — 4 119 человек (2001).

## Общие сведения
Нови-Винодолски находится на берегу моря, в 10 км к югу от Цриквеницы и в 23 км к северу от Сеня. Через город проходит Адриатическое шоссе, связывающее город с Риекой и Задаром.
Город расположен на узкой полосе между морем и горами, в Нови-Винодолски начинается дорога, ведущая на перевал Банска-Врата (1083 м) и далее в Огулин. Эта дорога — один из путей, связывающих Адриатическое побережье с континентальной Хорватией.
Название города происходит от слова Vinodol (Винная долина), которая расположена к западу от городу и известна своими обширными виноградниками.
Нови-Винодолски — популярное туристическое место. В окрестностях города много мелкогалечных пляжей и живописных лесных массивов. Кроме них, туристов привлекает богатое культурное наследие города.
В Нови-Винодолски родился знаменитый хорватский поэт и государственный деятель Иван Мажуранич и его брат Антон Мажуранич, просветитель и книгоиздатель. Также город знаменит тем, что в 1288 году здесь был принят один из первых сводов хорватских законов (написанный на глаголице) «Винодольский статут».

## Достопримечательности
- Замок Франкопанов — замок княжеской семьи Франкопанов, владевшая городом и всем Горским Котаром в средние века. Построен в XIII веке.
- Францисканский монастырь — построен в XII веке, позднее неоднократно перестраивался.
- Кафедральная церковь св. Филиппа и Иакова — построена в XIV веке, в XVIII веке перестроена в стиле барокко. Рядом с церковью высокая, отдельно стоящая колокольня.
- Церковь св. Троицы  — начало XV века.
- Резиденция епископа — старинное здание на центральной площади города напротив собора.

## Галерея

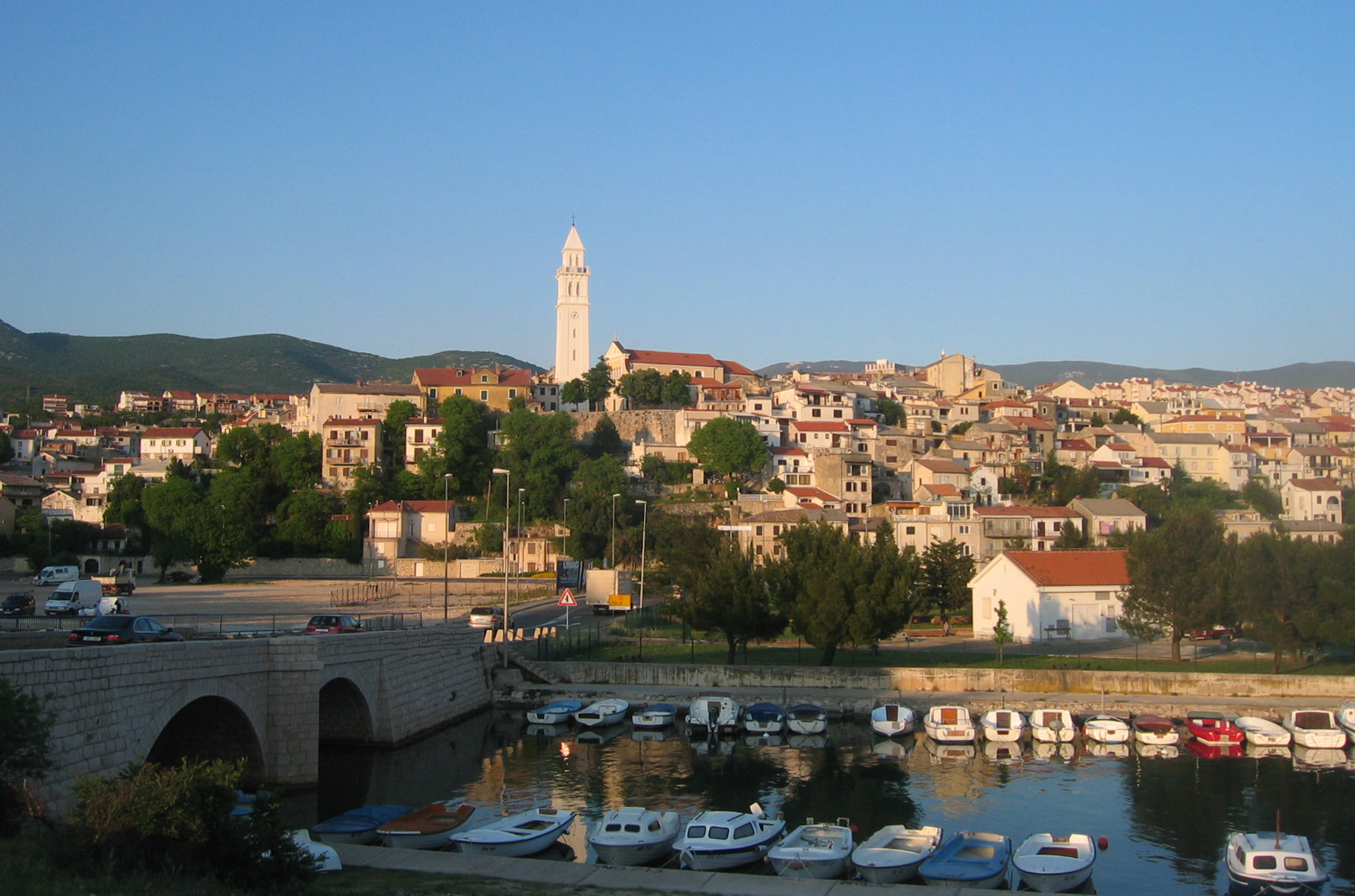
Вид на город
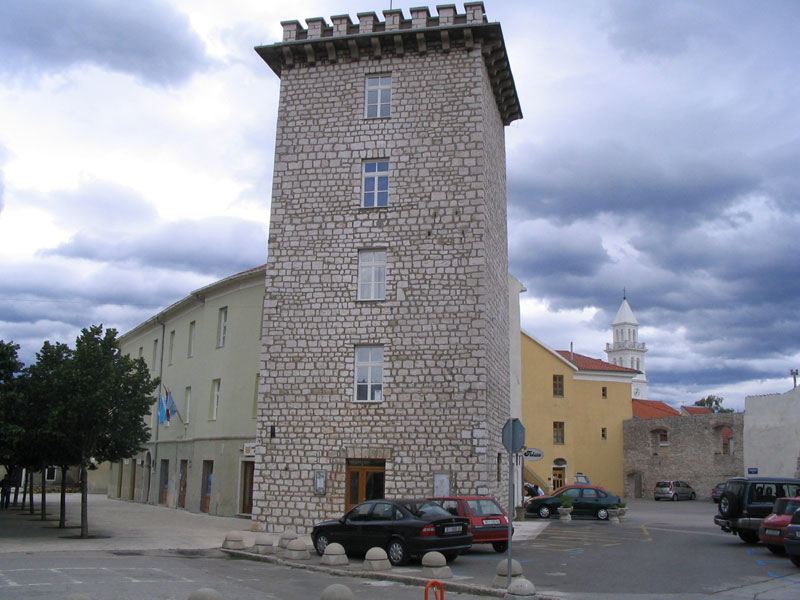
Замок Франкопанов
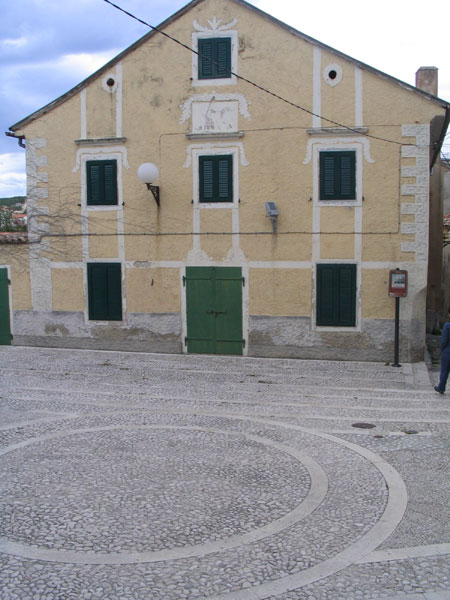
Резиденция епископа
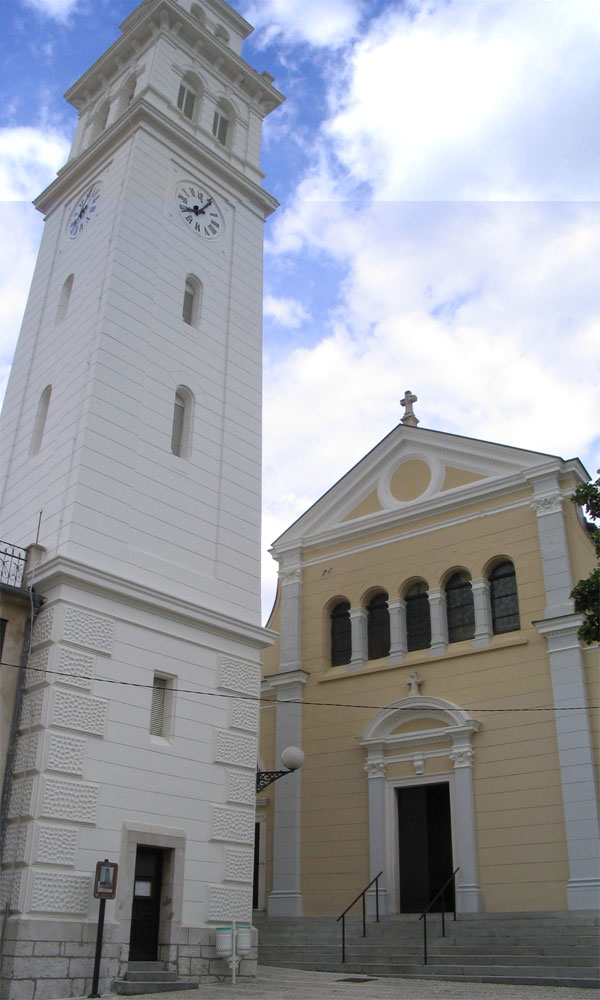
Церковь св. Филиппа и Иакова
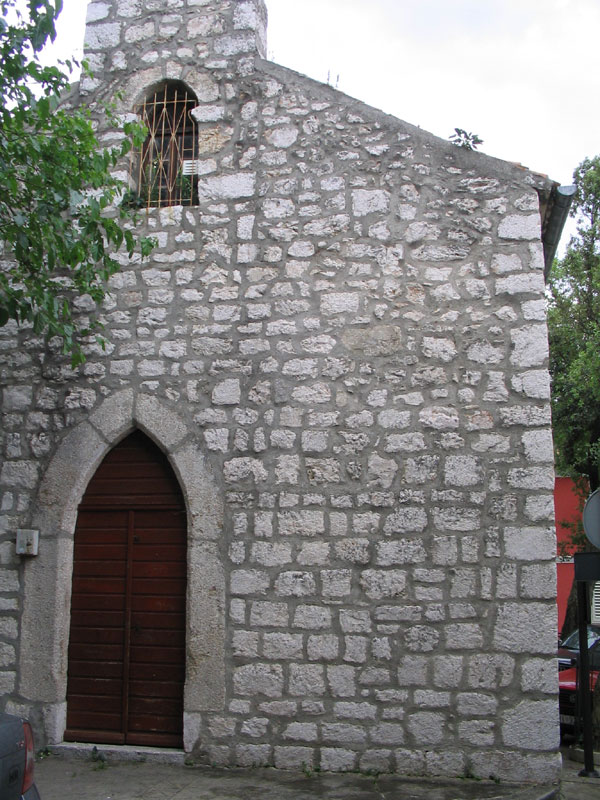
Церковь св. Троицы
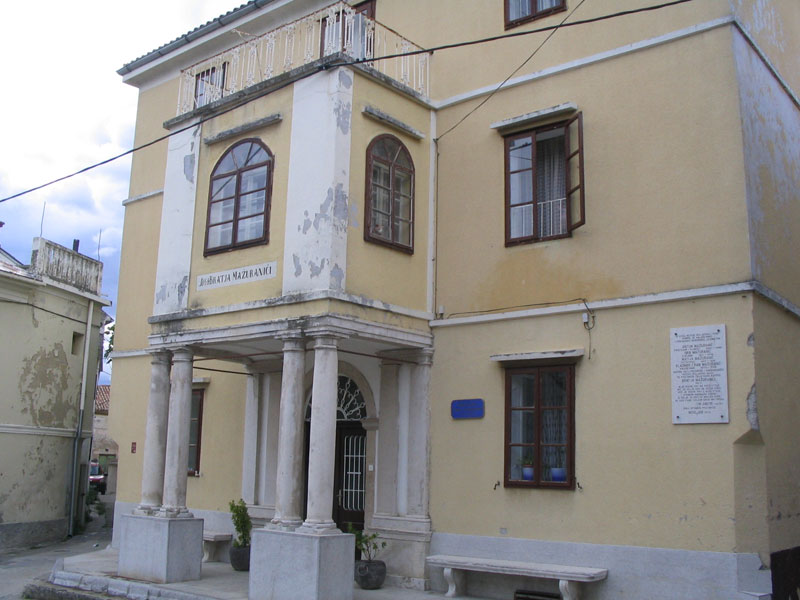
Дом, где родился И. Мажуранич
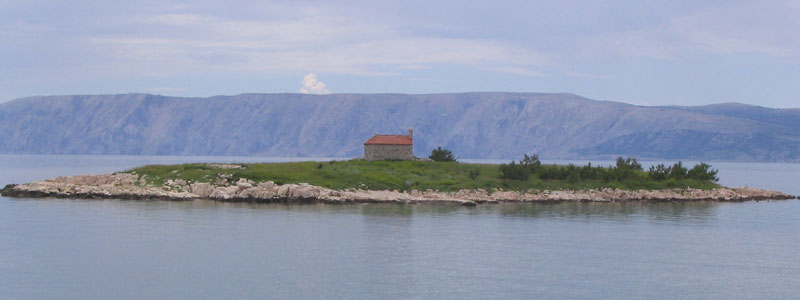
Остров св. Марина, расположенный прямо напротив города